# Pimlico (metropolitana di Londra)
Pimlico è una stazione della metropolitana di Londra, situata sulla linea Victoria.

## Storia
La stazione fu inaugurata il 14 settembre del 1972, a più di un anno dall'attivazione della Victoria Line.
La stazione di Pimlico fu infatti aggiunta successivamente al tratto finale della linea tra Victoria Station e Brixton; è l'unica stazione della linea a non avere un interscambio con un'altra linea della metropolitana o del National Rail.

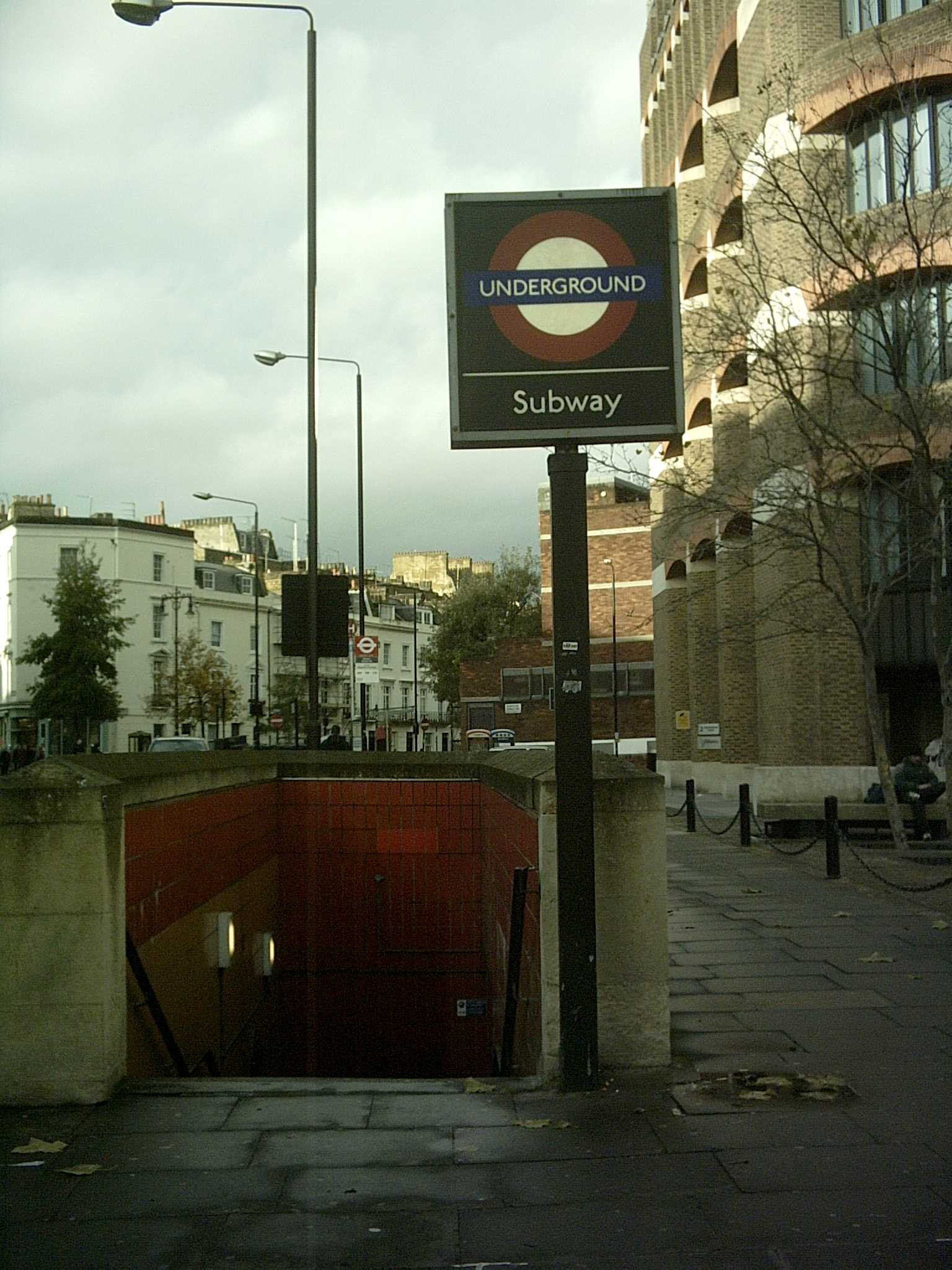
ingresso da Drummond Gate

L'ingresso principale si trova all'angolo tra Bessborough Street e Rampayne Street. L'edificio che ospita la stazione fino al 2006 era occupato interamente dall'Office for National Statistics a eccezione di un newsagent's shop. Esistono altri due ingressi, uno in Lupus Street e uno in Bessborough Street.